# Марко Поло (броненосный крейсер)
«Ма́рко По́ло» (ит. Marco Polo) — бронено́сный кре́йсер, построенный для Королевского итальянского флота (Regia Marina) в 1890-х годах, первый крейсер своего типа на итальянской службе. Имя крейсер получил в честь знаменитого итальянского путешественника 14-го века,прославившегося своими записками о восточных странах. Большую часть своей карьеры корабль провёл на Дальнем Востоке. Между развёртываниями он участвовал в итало-турецкой войне в 1911-12 годах, во время которой он вызвал дипломатический инцидент с Австро-Венгерской империей [уточнить]. После этого дела «Марко Поло» был отправлен в Ливию, где обстреливал города Хомс, Зуара и участвовал в обороне Дарданелл. В промежутках между операциями корабль также оказывал огневую поддержку Королевской итальянской армии в Ливии. Из-за своего возраста «Марко Поло» не сыграл значительной роли в Первой мировой войне, во время которой крейсер служил жилым кораблём в Венеции.В 1917 году началось переоборудование крейсера в десантный корабль. После серии переименований в 1920-21 годах корабль был выведен из состава флота в 1922 году и впоследствии продан на металлолом.

## История строительства и службы
В конце XIX века все страны средиземноморья стали создавать современные корабли и усилять военно-морской флот. Поначалу главный упор делался на строительство эскадренных броненосцев. 1 июля 1890 года по проекту инженера Карло Виньи был заложен первый броненосный крейсер для Королевских военно-морских сил Италии (итал. Regia Marina). За основу проекта был взят бронепалубный крейсер «Этна». Корабль был спущен на воду 27 октября 1892 года. В мае 1897 года «Марко Поло» посетил Кандию (ныне Ираклион), Крит и Пирей в Греции, а затем отправился на Дальний Восток 26 января 1898 года. В мае того же года «Марко Поло» прибыл в Китай и поднялся вверх по реке Янцзы. Он прибывал в Нанкине и Ханькоу. С августа по ноябрь корабль посетил Японию, затем отправился в Шанхай и оставался там до августа следующего года. 8 марта 1899 года тогдашний министр иностранных дел Италии и вице-адмирал Феличе Наполеон Каневаро приказал своему кораблю занять бухту Саньмэнь, что послужило попыткой заставить Китай подписать договор аренды с Италией. Эта аренда аналогична аренде, подписанной Германской империей с китайским правительством в Цзяочжоу в 1898 году. Но когда было обнаружено, что Соединенное Королевство не поддержало применение силы Италией, Каневаро отозвал этот приказ. «Марко Поло» покинул Шанхай 27 августа 1899 года и прибыл в Неаполь 20 октября. 
В октябре 1901 года корабль снова отправился в Китай и находился там до февраля 1903 года. Год спустя, в марте 1904 года, корабль отправился в свой третий поход в Китай и покинул его только 14 января 1907 года. На обратном пути в Италию «Марко Поло» посетил Занзибар, Могадишо, Итальянское Сомали и Эритрею, а затем прибыл в Таранто. 
Корабль был перевооружен в 1911 году, и палубное вооружение было изменено на 6 152-мм орудий, 4 120-мм орудия, 6 57-мм орудий и 2 пулемета калибра 37 мм. В этой модификации также был снят один из торпедных аппаратов .
К концу Первой мировой войны существенно устарел и вследствие этого в 1917-1918 гг. был переоборудован в десантный транспорт. После окончания войны прослужил ещё около 2-3 лет, и за это время дважды успел сменить имя, сначала на «Европа», а затем на «Вольта».

## Конструкция
Предназначенный для действий в ограниченном пространстве Средиземного моря, этот корабль по оборонительным и наступательным свойствам уступал однотипным иностранным крейсерам: толщина его броневого пояса составляла 100 мм по сравнению со 152-203-мм, а калибр главной артиллерии 152 мм по сравнению с 203-254-мм. Но водоизмещение итальянского корабля было почти вдвое меньше, чем у его современников, — всего 4583 т.